# Liste der Monuments historiques in Berlaimont
Die Liste der Monuments historiques in Berlaimont führt die Monuments historiques in der französischen Gemeinde Berlaimont auf.

## Liste der Bauwerke
| Bezeichnung      | Beschreibung | Standort | Kennzeichnung | Schutzstatus | Datum | Bild           |
| ---------------- | ------------ | -------- | ------------- | ------------ | ----- | -------------- |
| Kirche St-Michel |              | (Lage)   | PA00107375    | Classé       | 1921  | weitere Bilder |

## Liste der Objekte
| Bezeichnung                                    | Beschreibung                             | Standort                       | Kennzeichnung | Schutzstatus | Datum | Bild |
| ---------------------------------------------- | ---------------------------------------- | ------------------------------ | ------------- | ------------ | ----- | ---- |
| Zwei Beichtstühle                              | Eichenholz, 19. Jahrhundert              | in der Kirche St-Michel (Lage) | PM59006592    | Inscrit      | 1999  |      |
| Chorgestühl                                    | Eichenholz, 19. Jahrhundert              | in der Kirche St-Michel (Lage) | PM59006590    | Inscrit      | 1996  |      |
| Beichtstuhl                                    | Eichenholz, 19. Jahrhundert              | in der Kirche St-Michel (Lage) | PM59006593    | Inscrit      | 1996  |      |
| Gedenktafel für Louis de Malanoi               | Marmor, 17. Jahrhundert                  | in der Kirche St-Michel (Lage) | PM59000110    | Classé       | 1906  |      |
| Skulptur Der heilige Georg besiegt den Drachen | Holz, polychrom gefasst, 17. Jahrhundert | in der Kirche St-Michel (Lage) | PM59005746    | Inscrit      | 1984  |      |
| Chorgestühl                                    | Eichenholz, 19. Jahrhundert              | in der Kirche St-Michel (Lage) | PM59006589    | Inscrit      | 1996  |      |
| Drei Zelebrantenstühle                         | Eichenholz, 19. Jahrhundert              | in der Kirche St-Michel (Lage) | PM59006591    | Inscrit      | 1996  |      |